# Lycaena mashuna
Lycaena mashuna är en fjärilsart som beskrevs av Henry Trimen 1894. Lycaena mashuna ingår i släktet Lycaena och familjen juvelvingar. Inga underarter finns listade i Catalogue of Life.